# PLPP7
PLPP7 (англ. Phospholipid phosphatase 7 (inactive)) – білок, який кодується однойменним геном, розташованим у людей на 9-й хромосомі. Довжина поліпептидного ланцюга білка становить 271 амінокислот, а молекулярна маса — 29 448.
| 10         |  | 20         |  | 30         |  | 40         |  | 50         |
| ---------- |  | ---------- |  | ---------- |  | ---------- |  | ---------- |
| MPASQSRARA |  | RDRNNVLNRA |  | EFLSLNQPPK |  | GGPEPRSSGR |  | KASGPSAQPP |
| PAGDGARERR |  | QSQQLPEEDC |  | MQLNPSFKGI |  | AFNSLLAIDI |  | CMSKRLGVCA |
| GRAASWASAR |  | SMVKLIGITG |  | HGIPWIGGTI |  | LCLVKSSTLA |  | GQEVLMNLLL |
| ALLLDIMTVA |  | GVQKLIKRRG |  | PYETSPSLLD |  | YLTMDIYAFP |  | AGHASRAAMV |
| SKFFLSHLVL |  | AVPLRVLLVL |  | WALCVGLSRV |  | MIGRHHVTDV |  | LSGFVIGYLQ |
| FRLVELVWMP |  | SSTCQMLISA |  | W          |  |            |  |            |

A: Аланін

C: Цистеїн

D: Аспарагінова кислота

E: Глутамінова кислота

F: Фенілаланін

G: Гліцин

H: Гістидин

I: Ізолейцин

K: Лізин

L: Лейцин

M: Метіонін

N: Аспарагін

P: Пролін

Q: Глутамін

R: Аргінін

S: Серин

T: Треонін

V: Валін

W: Триптофан

Кодований геном білок за функцією належить до фосфопротеїнів. 
Локалізований у ядрі, мембрані, ендоплазматичному ретикулумі.